# Сатурнин из Кальяри

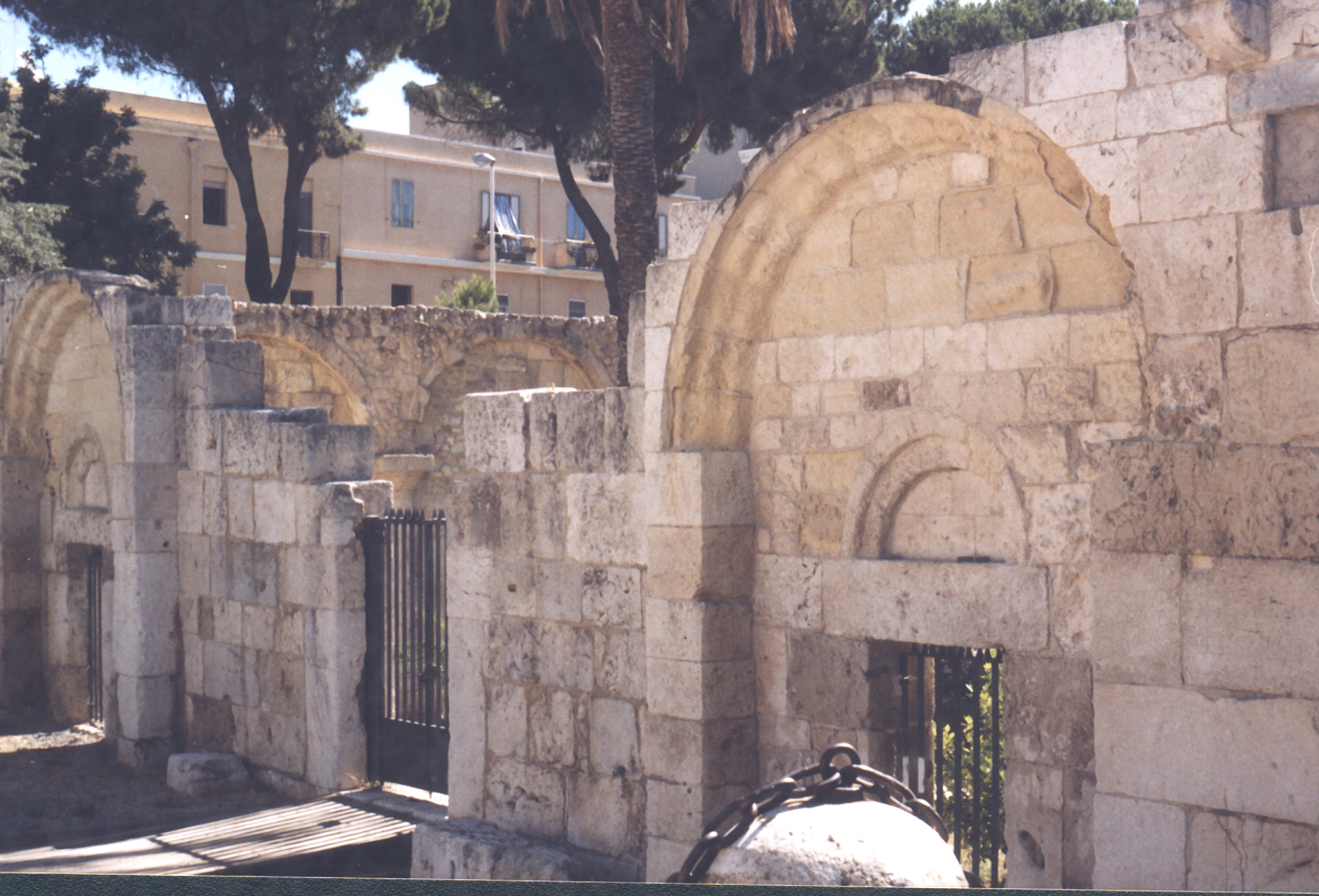
Базилика святого Сатурнина в Кальяри, V век

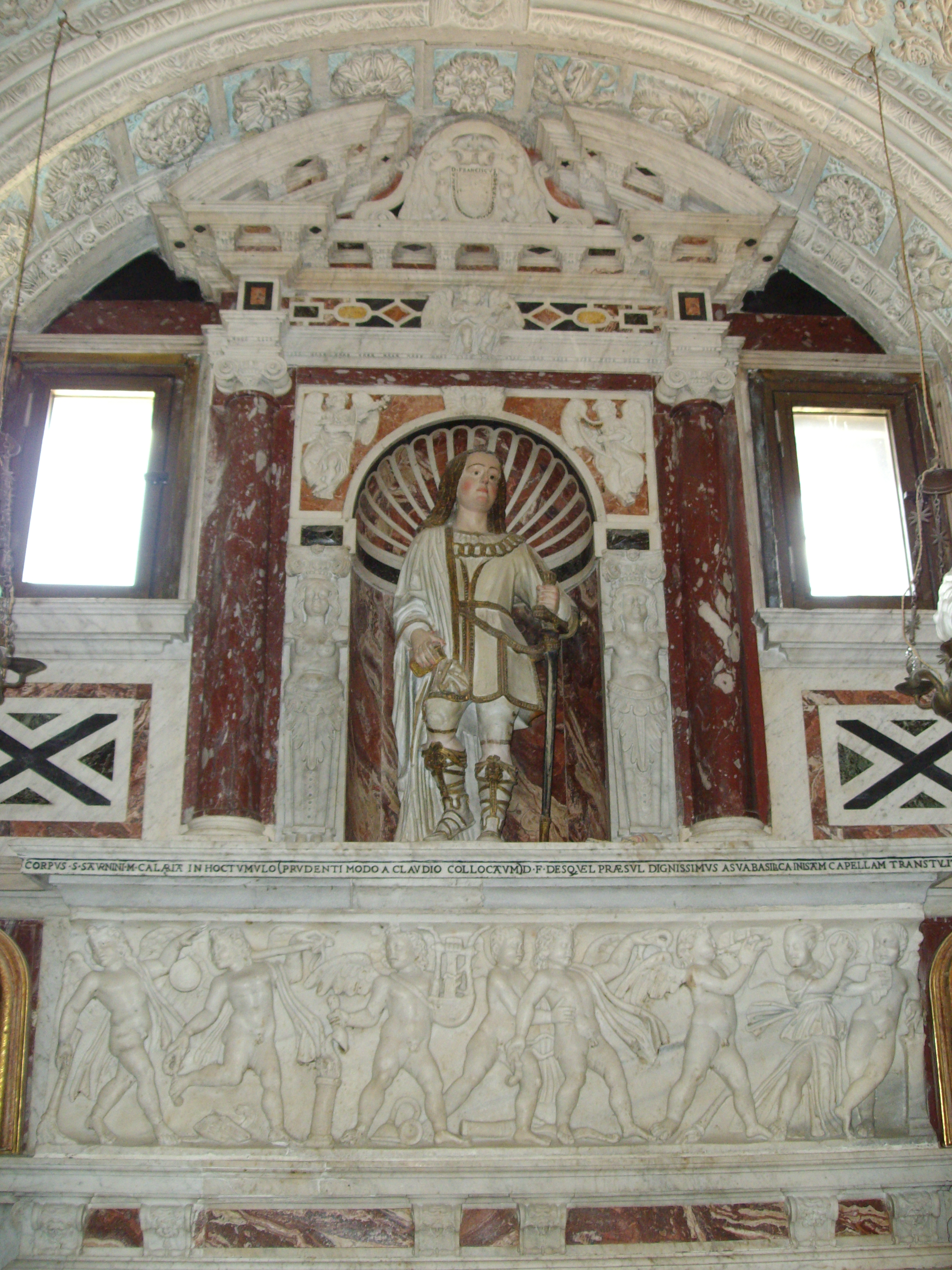
Саркофаг святого Сатурнина, Собор Святой Марии, Кальяри, Италия

Сатурнин (итал. San Saturnino, Saturno; ум. 304) — мученик из Кальяри. Святой Католической церкви, день памяти — 30 октября.
Святой Сатурнин из Кальяри почитается покровителем города Кальяри, Сардиния, Италия. Согласно преданию, святой Сатурнин был замучен в Кальяри во время правления губернатора по имени Варвар (Barbarus) за то, что он отказался поклониться Юпитеру. Глава святого была усечена. Было это во времена правления императора Диоклетиана.
Иногда считают, что это предание появилось много позже тех времён, дабы соединить это имя с именем того святого, в честь которого названа местная базилика.
Святого Сатурнина из Кальяри можно спутать со святым Сатурнином, епископом из Тулузы, иначе именуемым святой Сернан (фр. Sernin). Имя «Сатурнин» носили многие мученики, в частности, священник из мучеников, пострадавших в Абитине, городе в Северной Африке, находившегося в географической близости от Кальяри.